# Communauté de communes du canton de Tinchebray
La communauté de communes du canton de Tinchebray est une  ancienne communauté de communes française, située dans le département de l'Orne et la région Normandie.

## Historique
La communauté de communes du canton de Tinchebray est créée le 1er janvier 2013 par fusion des communautés de communes du Pays de Tinchebray et de la Visance et du Noireau. Membre de la communauté de communes de la Visance et du Noireau, Landisacq adhère alors à la communauté d'agglomération du pays de Flers.
Elle fusionne au 1er janvier 2017 avec la communauté de communes du Domfrontais pour former Domfront Tinchebray Interco.

## Composition
L'intercommunalité fédérait les huit communes de l'ancien canton de Tinchebray, partagées en 2015 entre les cantons de Domfront et de Flers-1 :
| Nom                           | Code Insee | Gentilé          | Superficie (km2) | Population (dernière pop. légale) | Densité (hab./km2) |
| ----------------------------- | ---------- | ---------------- | ---------------- | --------------------------------- | ------------------ |
| Tinchebray-Bocage (siège)     | 61486      | Tinchebrayens    | 90,88            | 5 013 (2014)                      | 55                 |
| Chanu                         | 61093      | Chanusiens       | 15,72            | 1 263 (2014)                      | 80                 |
| Le Ménil-Ciboult              | 61262      |                  | 6,31             | 134 (2014)                        | 21                 |
| Moncy                         | 61281      | Moncéens         | 7,75             | 248 (2014)                        | 32                 |
| Montsecret-Clairefougère      | 61292      |                  | 13,92            | 689 (2014)                        | 49                 |
| Saint-Christophe-de-Chaulieu  | 61374      |                  | 6,51             | 90 (2014)                         | 14                 |
| Saint-Pierre-d'Entremont      | 61445      | Entremontais     | 6,19             | 725 (2014)                        | 117                |
| Saint-Quentin-les-Chardonnets | 61451      | Saint-Quentinois | 9,00             | 341 (2014)                        | 38                 |

## Administration
Le maire de Tinchebray, Jérôme Nury, est élu le 2 janvier 2013 premier (et unique) président de la communauté de communes. Il est réélu le 17 avril 2014 après les élections municipales et communautaires 2014.
| Période      | Période       | Identité    | Étiquette | Qualité             |
| ------------ | ------------- | ----------- | --------- | ------------------- |
| janvier 2013 | décembre 2016 | Jérôme Nury | UMP       | Maire de Tinchebray |